# Горан Собин
Горан Собин (Сплит, 3. септембар 1963 — Сплит, 20. децембар 2021) био је југословенски и хрватски кошаркаш.

## Биографија

### Каријера
Играо је на позицији центра. Поникао је у сплитској Југопластици с којом је највећи успех доживео крајем 1980-их година када је два пута стигао до титуле европског првака. Играо је у чувеној генерацији Југопластике са Рађом, Кукочем, Сретеновићем, Савићем и Ивановићем а тренер је био Божа Маљковић. После две титуле европског првака, одлучио је да оде у иностранство па је 1990. године потписао за грчки Арис из Солуна.
Након тога играо је за Цибону, Загреб и Алкар, у којем је био плаћен у пршутима, пре него што је каријеру завршио у великом шпанском клубу Таугресу. Последњу утакмицу у каријери је одиграо против Барселоне.
Његов син Јосип се такође бави кошарком.

### Смрт
Преминуо је изненада 20. децембра 2021. године од последица срчаног удара.

## Успеси

### Играчки

#### Клупски
- Југоспластика:
  - Куп европских шампиона (2): 1988/89, 1989/90.
  - Првенство Југославије (3): 1987/88, 1988/89, 1989/90.
  - Куп Југославије (1): 1989/90.

- Арис:
  - Прва лига Грчке (1): 1990/91.

- Цибона:
  - А-1 лига Хрватске (2): 1991/92, 1992/93.